# 4344 Buxtehude
A 4344 Buxtehude (ideiglenes jelöléssel 1988 CR1) a Naprendszer kisbolygóövében található aszteroida. Eric Walter Elst fedezte fel 1988. február 11-én.